# ほやランプ
ほやランプとは、可食部位を取り除いた後に残るホヤの殻を用いたインテリア照明ランプのこと。ホヤランプとも。

## 概要
2020年7月15日より青森県観光物産館アスパム内の土産店「青森県地場セレクト」で販売開始。障害者就労支援施設「就労サポートセンターはくちょう」（東津軽郡平内町）の利用者が制作を始めた。同センター長曰く、「施設利用者たちで作ったものがテレビに出て自信につながった」と語る。販売店では朝から客が並んで即日完売した。購入者は一つずつ異なるホヤの形を見比べ購入するなどの盛況ぶりも見せた。
商品化に至る経緯は、青森県水産振興課の担当者らがPR用としたもので、数年前から作っていた「ほやランプ」がSNS等で話題になり商品化が実現した。県水産振興課の事業『「あおもりの肴」消費拡大レベルアップ事業』により、後潟漁協と障害者就労支援施設が連携した「水福連携」の形となる。
商品にはホヤの食べ方の説明書が付属しているほか、漁師カードがランダムで1枚同梱されている。

## 歴史
ほやランプの元となった、ほやの殻を用いたランプの製作技術は2000年頃に青森県水産物加工研究所が開発。だが当時は白熱電球しかなく殻の内部に熱問題に難があった。近年の発熱量が少ない発光ダイオードライト（LED）が普及したことにより、熱問題を解消させることに成功した。